# 结体
结体是一个東亞書法术语，指汉字书写的间架结构。中国古代论述结体的专著，比较著名的有唐代欧阳询《三十六法》、明朝李淳《大字结构八十四法》和清朝黄自元《间架结构摘要九十二法》。笔法、结体和章法是书法技艺的三个要素。